# Flammenbeschichtung
Die Flammenbeschichtung, häufig auch flammenpyrolytische Beschichtung (englisch combustion chemical vapor deposition, CCVD) ist ein Verfahren zur Abscheidung funktioneller dünner Schichten bei Atmosphärendruck. Das Verfahren gehört zur Gruppe der chemischen Gasphasenabscheidung (engl. chemical vapor deposition, CVD).

## Geschichte
In den 1980er Jahren wurden erste Versuche zur Verbesserung der Haftfestigkeit von Metall-Kunststoff-Verbunden bei Dental-Keramiken durch flammenpyrolytisch aufgebrachte Siliciumdioxidschichten (SiO2) durchgeführt. Das daraus abgeleitete Silicoater-Verfahren stellt einen Ausgangspunkt in der Entwicklung der CCVD-Prozesse dar. In der Folgezeit wurde dieses Verfahren stetig weiter entwickelt und neue Anwendungsgebiete für flammenpyrolytisch aufgebrachtes SiO2 gefunden. Zu dieser Zeit wurde auch die heute häufig verwendete Bezeichnung „Pyrosil“ für diese Schichten geprägt. Dazu gehören neben der Verbesserung der Haftfestigkeit die breitbandige Reflexionsminderung von Flachglasoberflächen oder die Wirkung als Barriereschicht gegenüber verschiedenen Ionen.

## Verfahrensprinzip
Bei der Flammenbeschichtung wird einem Brenngas eine zur Erzeugung der gewünschten Schicht geeignete Ausgangsverbindung (Präkursor) zugesetzt. Dies erfolgt in Gassteuerungsanlagen, die eine präzise Dosierung und optimale Durchmischung gewährleisten. Als Präkursoren eignen sich vor allem metallorganische Verbindungen (z. B. Silane, Siloxane und diverse Metallalkoholate wie Titantetraisopropylat), seltener werden auch Salze wie Metallacetate und Metallnitrate oder Nanopartikel eingesetzt.
Die Flamme wird in geringem Abstand über das zu beschichtende Substrat bewegt. Durch die hohe Verbrennungsenergie bilden die Präkursoren sehr reaktive Spezies, die sich fest mit der Substratoberfläche verbinden. Da die Substrate nur kurz mit der Flamme in Berührung kommen, ist die thermische Belastung gering; dies ist ein Vorteil gegenüber CVD-Verfahren, wie LPCVD und PECVD (plasmaunterstützte chemische Gasphasenabscheidung), bei denen die Substrate meist hohe Temperaturen haben müssen.

## Vor- und Nachteile
Im Vergleich mit anderen Beschichtungsverfahren ist die Flammenbeschichtung besonders kostengünstig, unter anderem weil keine Anlagen zur Erzeugung und Aufrechterhaltung eines Vakuums benötigt werden. Es gibt sehr verschiedene Ausführungen, die von Brennern in der Größe eines Kugelschreibers bis zu großen Produktionsanlagen mit mehr als einem Meter Flammenbreite reichen, wodurch dieses Verfahren sehr flexibel einsetzbar ist. Nachteilig ist jedoch, dass weniger Schichtmaterialien als bei einigen Niederdruckverfahren abgeschieden werden können. Die Schichten sind zudem vorrangig auf Oxide beschränkt; Ausnahmen bilden einige Edelmetalle wie Silber, Gold und Platin, die metallisch abgeschieden werden können. Es können nur Schichten erzeugt werden, für die geeignete Präkursoren zur Verfügung stehen; dies ist jedoch für die meisten Metalle der Fall.

## Anwendungen
| Schichtmaterial | Anwendungen |
| --------------- | --- |
| SiO2            | - Siliciumoxid-Schichten sind die am häufigsten erzeugten Schichten. Frisch erzeugte Schichten sind sehr reaktionsfreudig und eignen sich daher gut als haftvermittelnde Schichten für Lacke und Verklebungen. Durch zusätzlichen Einsatz von Silan-basierten Haftvermittlern wie Glymo kann die Haftung zusätzlich verbessert werden. - Veränderung optischer Eigenschaften (z. B. Transmissionserhöhung) - Barriereschutz, z. B. gegen Gase wie O2 und bewegliche Ionen wie Na+ |
| WOx, MoOx       | - chromogene Materialien in „Intelligenten Verglasungen“ |
| ZnO             | - Halbleiter - Bestandteil transparenter, elektrisch leitfähiger Oxide (englisch transparent conduction oxides, TCO) wie Aluminiumdotiertes Zinkoxid (AZO) |
| ZrO2            | - Schutzschicht gegen mechanische Einflüsse (z. B. Kratzschutz) |
| SnO2            | - Bestandteil verschiedener transparenter, elektrisch leitfähiger Oxide, wie z. B. Indiumzinnoxid (ITO), Fluorzinnoxid (FTO) und Antimonzinnoxid (ATO) |
| TiO2            | - photokatalytische Schichten |
| Ag              | - hohe elektrische Leitfähigkeit - Wärmeschutzverglasungen - antibakterielle Beschichtungen |
| Al2O3           | - Schutz vor Glaskorrosion |